# Ciocani
Ciocani – wieś w Rumunii, w okręgu Vaslui, w gminie Ciocani. W 2011 roku liczyła 895 mieszkańców.